# Estádio Parken

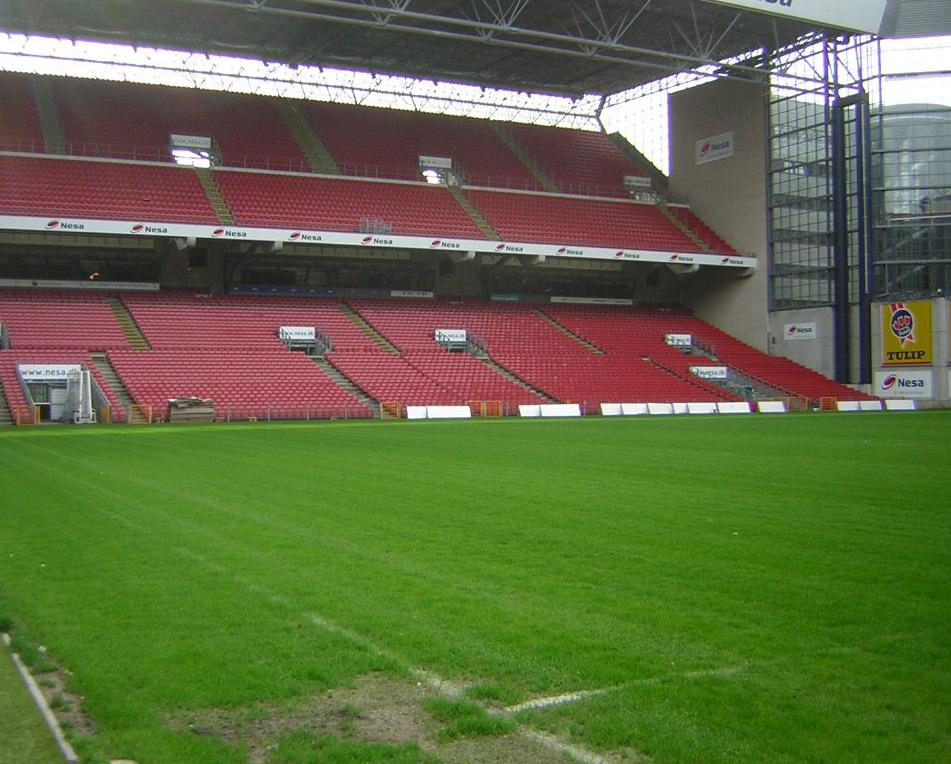
Visão interna

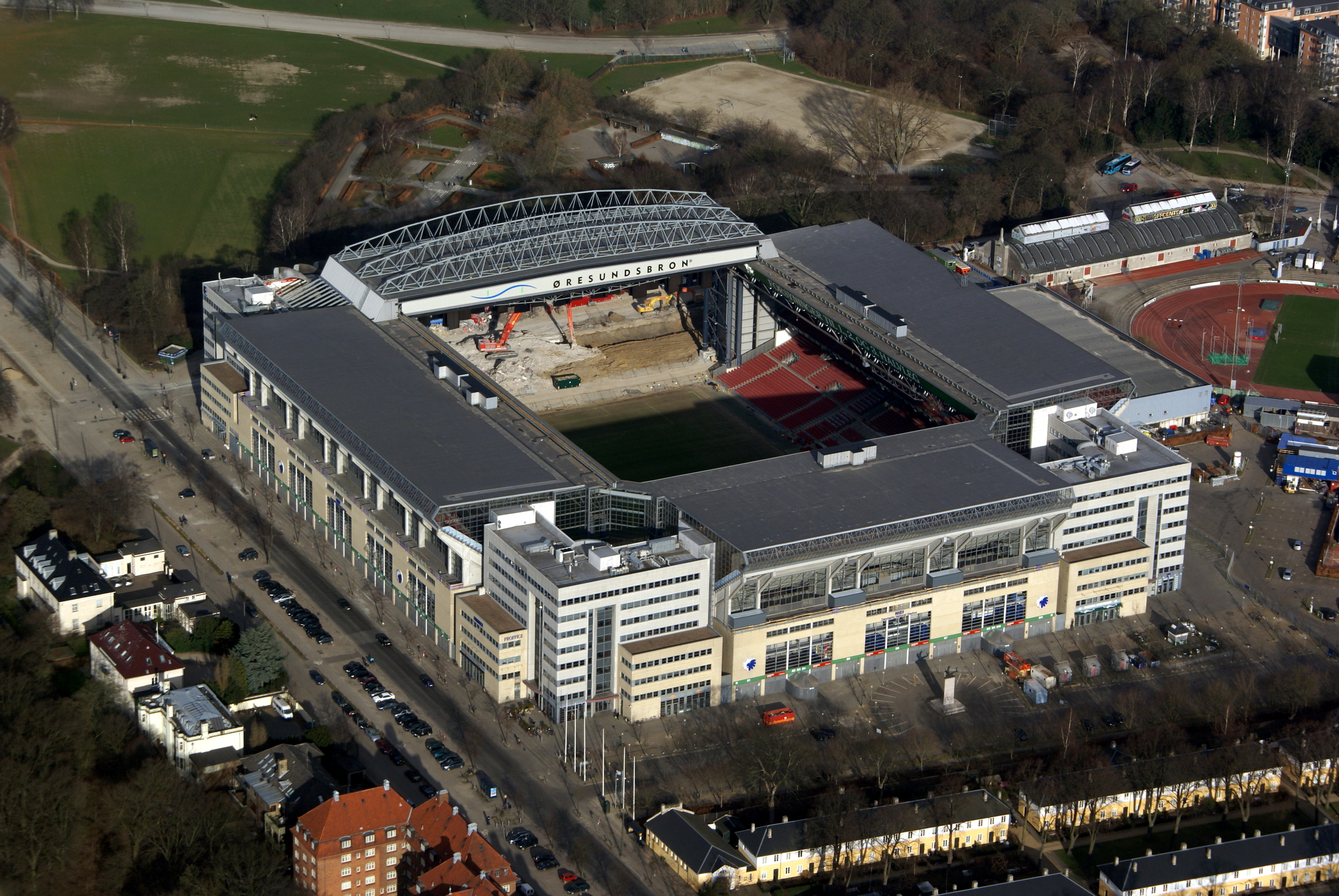
Vista aérea do Estádio Parken

O Estádio Parken - em Dinamarquês PARKEN ou Telia Parken - é um estádio localizado no bairro de Østerbro em Copenhaga, na Dinamarca.

Inaugurado em 9 de setembro de 1992 - com o amistoso entre Dinamarca e Alemanha, tem capacidade para 38 065 espetadores e é casa do clube F.C. Copenhagen e da Seleção Dinamarquesa de Futebol.

É um estádio 4 Estrelas segundo a UEFA desde 1993, e recebeu as finais da Copa da UEFA de 1999-2000 e da Recopa Europeia de 1993-1994.

O recorde de público em partidas internacionais foi em 8 de outubro de 2005, entre Dinamarca e Grécia, pelas eliminatórias europeias para a Copa do Mundo de 2006. O recorde de público no Campeonato Dinamarquês de Futebol foi em 30 de abril de 2006, quando F.C. Copenhagen e Brøndby IF empatarando em zero a zero.

Recentemente recebeu a grandiosa turnê Sticky & Sweet de Madonna, The Circus Starring: Britney Spears de Britney Spears e The Born This Way Ball Tour de Lady GaGa. No entanto, foi marcado pela maior turnê mundial de um artista solo, Michael Jackson com a History World Tour em 1997.